# Національний атлас Німеччини
Національний атлас Німеччини (нім. Nationalatlas Bundesrepublik Deutschland) — науково-довідкове видання, у якому інтегровані новітні знання та інформація про Німеччину.
Атлас підготовлений та виданий Інститутом регіональних досліджень ім.Лейбніца (Лейпциг) в 1999—2009 роках і складається з 12-ти томів. Загальний обсяг видання складає 2000 сторінок карт, тексту, графіків, фотографій. Крім того є також електронний варіант на 12 CD-ROM, що містять інтерактивні карти, анімації та інше.

## Перелік томів
- Том 1 «Суспільство і Держава» (2000). Теми: Німеччина у дзеркалі історії; німецьке керівництво сьогодні; просторова структура і територіальне планування; Німеччина — складні суспільства; економіка і зайнятість; міжнародні зв'язки.
- Том 2 «Рельєф» (2003). Теми підрозділи: типові форми ландшафтів; втручання людини у природні процеси; запаси підземних вод та їх раціональне використання; якість поверхневих вод та паводки.
- Том 3 «Клімат. Рослинний і тваринний світ» (2003). Теми: різні кліматичні зони протягом тривалого періоду спостережень, з розподіленням видів тварин та рослин; питання охорони природи.
- Том 4 «Населення» (2001). Теми: розподіл населення та розвиток; структура населення; домогосподарки, жінки в Німеччині, етнічні меншості, релігійні громади, соціально-економічні структури; природній розвиток: народжуваність, смертність; міграції: зовнішні, внутрішні.
- Том 5 «Села. Міста» (2002). Теми: загальні принципи врегулювання; населені пункти в сільських районах; види міст і міського розвитку; міські громади; аналіз міських структур і процесів; столиці земель і федеральна столиця Берлін.
- Том 6 «Освіта і культура» (2002). Теми: освітня інфраструктура в сфері освіти та підготовки кадрів; вища освіта і дослідження; культурне життя; суспільство і культура; освіта і культура (регіональна диференціація музичних шкіл, школи національних меншин (сербів, датчан та ін.), внесок у християнські, юдейські та мусульманські конфесії тощо; всесвітня спадщина будівлі Баухауза та значні показники відродження будівлі; культурна політика: експорт та імпорт культури; театри, музеї, бібліотеки, кінотеатри, літературні та музикальні події Німеччини.
- Том 7 «Робота та рівень життя» (2006). Теми: регулювання ринку праці; доходи, бідність; умови життя, житлове будівництво, охорона навколишнього середовища, безпека, освіта та культура, медичне обслуговування.
- Том 8 «Підприємства і ринки» (2004). Теми: умови для економічної діяльності; корпоративна структура та організація бізнесу; інновації, технології і економічних умов; регіональні економічні структури та економічних типів; ринки та логістики; навколишнє середовище та сталий розвиток бізнесу; економіка і політика.
- Том 9 «Транспорт. Комунікації» (2000). Теми є: мережі та вузли; елементи транспорту та комунікаційної інфраструктури; мобільність людей, сайти та посилання; вантажні перевезення; спеціалізація, співробітництво та логістика; телекомунікації і ЗМІ, розмаїтість, змінення та зближення систем; вплив на суспільство, економіку, навколишнє середовище.
- Том 10 «Вільний час. Туризм» (2000). Теми: пропозиції проведення дозвілля; природні і культурні ландшафти; дозвілля і туристичні інфраструктури; спорт; міській туризм, туризм, подорожі, навчання; навколишнє середовище.
- Том 11 «Німеччина в світі. Ринки». (2005). Теми: глобалізація; положення Німеччини в міжнародній торгівлі, біржі Німеччини, позиція Німеччини щодо європейської транспортної мережі та наявність німецьких роздрібних мереж в Європі; зв'язок Німеччини з міжнародним співтовариством — обмін населення та робочої сили; зарубіжні турне німецьких артистів; участь у конференціях німецьких вчених, видавництво німецьких газет у світі; глобальний науково-студентський обмін, міжнародні інтеграції спорту; присутність Німеччини в міжнародних організаціях, трансграничної співдружності, місцевих та регіональних партнерських зв'язків.
- Том 12 «Життя в Німеччині» (2009). Теми: питання пристосування транспортного забезпечення, клімату, тваринного світу до потреб окремих осіб або груп для змін форм життя та умов роботи.